# Пам'ятник Тарасові Шевченку (Скоп'є)
Пам'ятник Тарасові Шевченку у Скоп'є встановлений у березні 2009 року в парку навпроти парламенту Північної Македонії. Автором пам'ятника є македонський скульптор, академік Томе Серафімовський. Бронзове погруддя встановлено на постаменті з чорного мармуру. Пам'ятник виготовлений 2007 року, а встановлений до 195-ї річниці з дня народження поета.
За створення пам'ятника Серафімовський отримав український орден «За заслуги» III ступеню.
Біля пам'ятника традиційно відбуваються урочистості української громади Північної Македонії.